# MÁVAG Héja
A MÁVAG Héja I és MÁVAG Héja II második világháborús vadászrepülőgép volt, melyet a keleti fronton sikerrel használt a Magyar Királyi Honvéd Légierő.

## Története

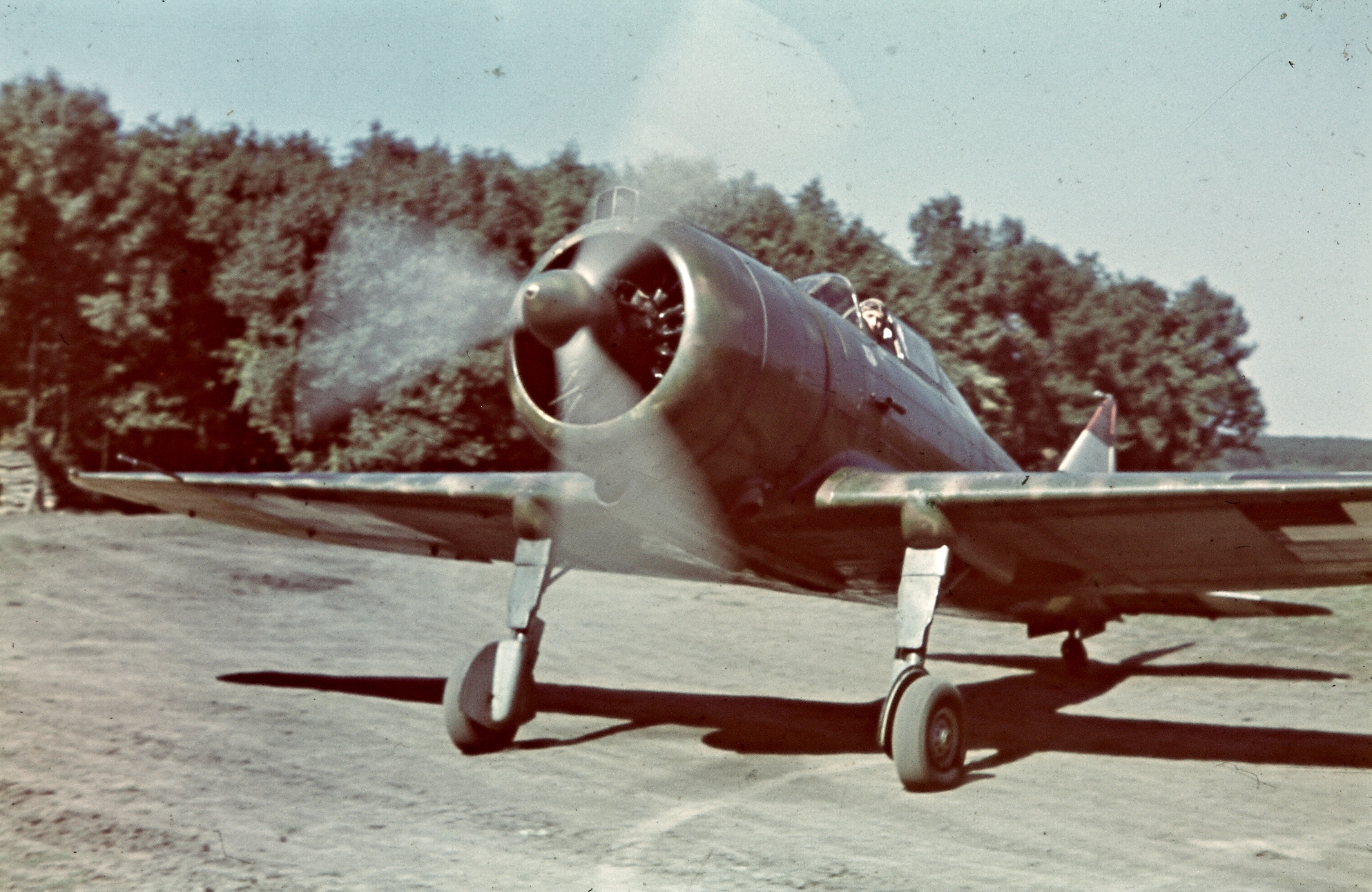
Magyar Királyi Honvéd Légierő Héja típusú vadászrepülőgépe

1939 decemberében a magyar kormány 70 darab Reggiane Re.2000 vadászgépet vásárolt Olaszországból. A gépeket a MÁVAG-nak szállították le, ahol azokat átalakították, új jelölése Héja I lett. Az eredeti Piaggio P.XI motorokat magyar gyártmányú Weiss Manfréd Gnome–Rhône 14K csillagmotorra cserélték le, mely Hamilton Standard háromágú állítható légcsavart hajtott. A WM K-14 motort a francia Gnome–Rhône 14K licence alapján gyártották. Mivel ez a motor könnyebb volt az eredetinél, a törzset 400 mm-el meg kellett hosszabbítani, hogy a gép súlypontja a tervezett helyre kerüljön vissza. Mellesleg a Piaggio motort szintén a Gnome-Rhône 14K licence alapján gyártották, de megbízhatósága elmaradt az eredeti mögött.
Hamarosan döntés történt további Héja vadászgép legyártására. Ezek MÁVAG Héja II jelölést kaptak. Az új Héja II teljesen magyar gyártmány volt, itthon gyártott sárkánnyal, motorral és fegyverzettel. Ez a változat több ponton is különbözött az eredeti konstrukciótól. A fegyverzetet lecserélték 2 darab a gép orrába felül beépített motorhajtású 12,7 mm-es Gebauer géppuskára egyenként 300 lőszerrel. A gép hossza 8,40 m lett, legnagyobb vízszintes sebessége 4200 m-en 485 km/h volt. A repülési idő 2 óra 30 perc volt. Az első MÁVAG Héja II 1942. október 30-án szállt fel, és a gyár összesen 203 Héját gyártott le a Magyar Királyi Honvéd Légiflotta számára. Az utolsó gépet 1944. augusztus 1-jén szállították le, ezután a gyártást leállították.
| Adat                         | Reggiane Re.2000                 | Héja II                                         |
| ---------------------------- | -------------------------------- | ----------------------------------------------- |
| Első repülés                 | 1939                             | 1942                                            |
| Szolgálatból kivonva         | 1945                             | 1945                                            |
| Személyzet                   | 1 fő                             | 1 fő                                            |
| Hossz                        | 7,99 m                           | 8,39 m                                          |
| Fesztáv                      | 11 m                             | 11 m                                            |
| Magasság                     | 3,2 m                            | 3,1 m                                           |
| Üres tömeg                   | 2090 kg                          | 2070 kg                                         |
| Teljes tömeg                 | 2850 kg                          | 2520 kg                                         |
| Motor                        | Piaggio P.XI                     | Gnome-Rhône (Weiss Manfréd) 14kfs Mistral Major |
| Teljesítménye                | 986 LE (725 kW)                  | 1030 LE (757 kW)                                |
| Legnagyobb sebesség          | 530 km/h                         | 485 km/h (4200 m-en)                            |
| Hatótávolság                 | 1400 km                          | 900 km                                          |
| Legnagyobb repülési magasság | 10 500 m                         | 8138 m                                          |
| Fegyverzet                   | két 12,7 mm Breda–SAFAT géppuska | két 12,7 mm Gebauer géppuska                    |

## Fordítás
- Ez a szócikk részben vagy egészben  a   MÁVAG Héja című angol Wikipédia-szócikk ezen változatának fordításán alapul.  Az eredeti cikk szerkesztőit annak laptörténete sorolja fel. Ez a jelzés csupán a megfogalmazás eredetét és a szerzői jogokat jelzi, nem szolgál a cikkben szereplő információk forrásmegjelöléseként.